# Engwegen

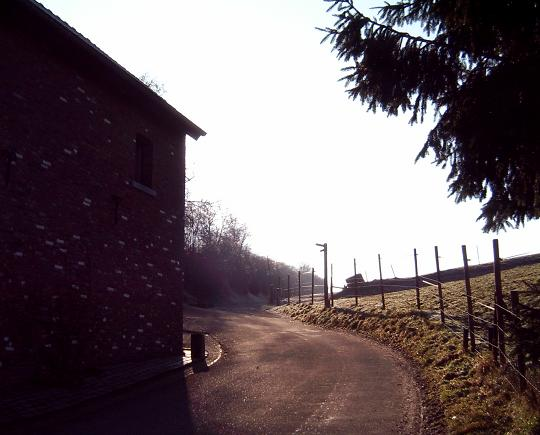
Engwegen aan de voet van de Keutenberg

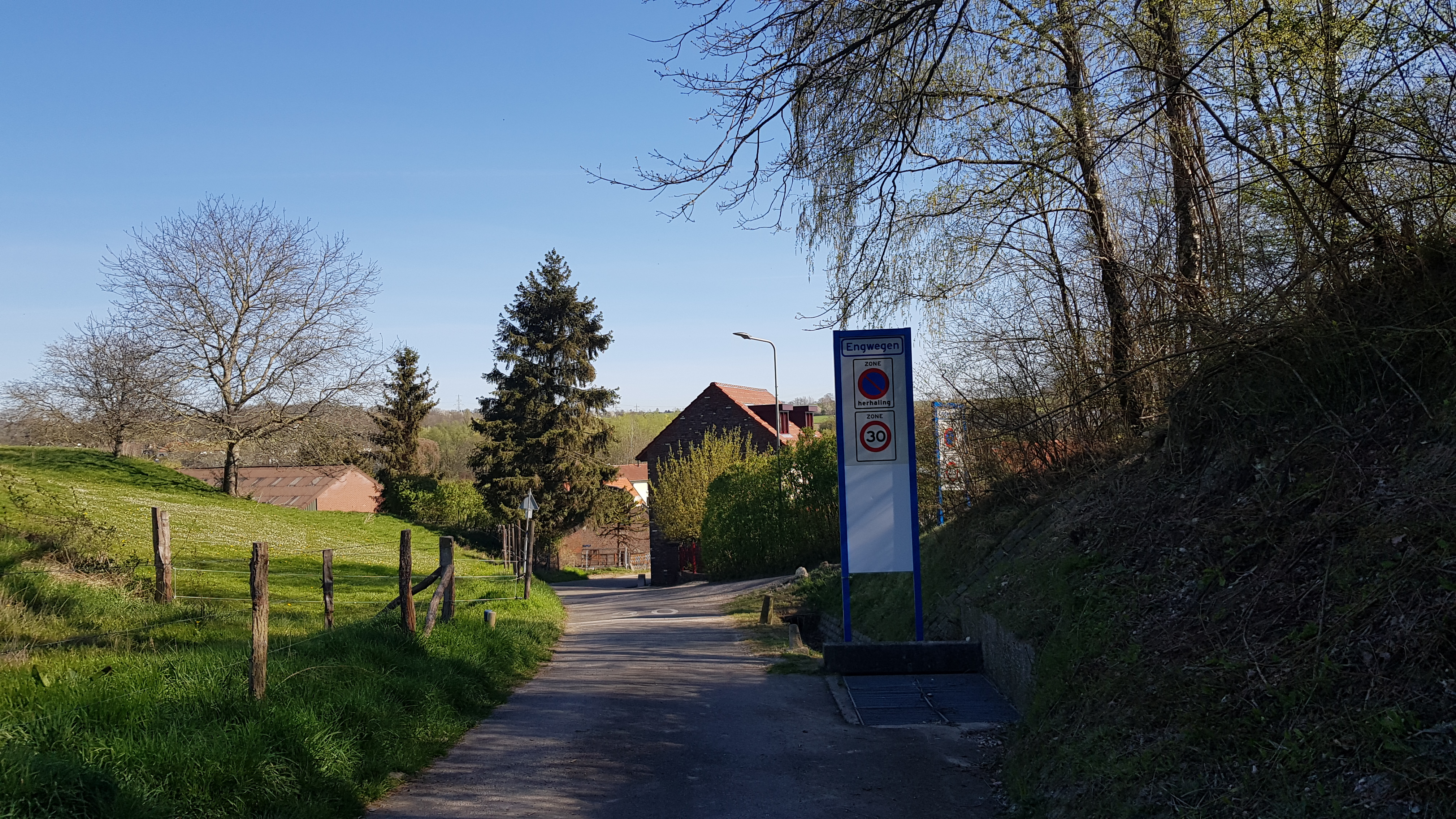
kombord van Engwegen

Engwegen (Limburgs: Ingwege) is de naam van een straat en een buurtschap ten zuiden van Schin op Geul in de gemeente Valkenburg aan de Geul in de Nederlandse provincie Limburg. De buurtschap ligt in het dal van de Geul aan de voet van de in wielerkringen bekende helling Keutenberg aan de zuidkant van de buurtschap. Ook ligt Engwegen aan de voet van de Sousberg dat aan de westkant van de nederzetting ligt. Tussen de Sousberg en de Keutenberg ligt de Engwegengrub. Engwegen telt 10 boerderijen en huizen.
Bij Engwegen ligt de voormalige Groeve Keutenberg, een geologisch monument. Naast de groeve bevond zich de Kalkoven Engwegen waar kalksteen uit de groeve werd gebrand.
Vanuit Engwegen loopt er over de westoever van de Geul een wandelpad langs de Gronselenput naar Stokhem. Bij de Gronselenput ligt de Groeve onder de Keutenberg.
Dorpen: Berg · Broekhem · Houthem · Oud-Valkenburg · Schin op Geul · Sibbe · Valkenburg · Vilt

Gehuchten: Emmaberg · Engwegen · Geulhem · Heek · Heerstraat · IJzeren · Keutenberg · Neerhem · Plenkert · Schoonbron · Sint Gerlach · Strabeek · Strucht · Terblijt · Vroenhof · Walem

Limburg: Steden en dorpen      Nederland: Provincies · Gemeenten